# Eric de Krijger
Eric de Krijger (Roermond, 22 december 1966) is een voormalig Nederlands profvoetballer die uitkwam voor VVV-Venlo en Heracles Almelo.
De Krijger maakte zijn officiële debuut namens VVV tijdens de nacompetitie om een UEFA-cup plaats, op 24 juni 1987 in de uitwedstrijd bij FC Utrecht (3-0) als invaller voor Frank Verbeek. Het daaropvolgende seizoen vertrok hij naar Heracles. De aanvaller speelde slechts een seizoen bij de Almelose eerstedivisionist. Nadien kwam De Krijger nog uit voor enkele amateurclubs, onder meer VV Sittard en RFC Roermond. Later was hij voorzitter van VV Vesta.

## Statistieken
| Seizoen         | Club            | Competitie      | Competitie | Competitie | Beker | Beker | Overige | Overige | Totaal | Totaal |
| Seizoen         | Club            | Competitie      | Wed.       | Dlp.       | Wed.  | Dlp.  | Wed.    | Dlp.    | Wed.   | Dlp.   |
| --------------- | --------------- | --------------- | ---------- | ---------- | ----- | ----- | ------- | ------- | ------ | ------ |
| 1986/87         | VVV             | Eredivisie      | 0          | 0          | 0     | 0     | 2       | 0       | 2      | 0      |
| 1987/88         | SC Heracles     | Eerste divisie  | 22         | 3          | 0     | 0     | —       | —       | 22     | 3      |
| Carrière totaal | Carrière totaal | Carrière totaal | 22         | 3          | 0     | 0     | 2       | 0       | 24     | 3      |